# Mongolia International 2015
Die Mongolia International 2015 im Badminton fanden vom 23. bis zum 26. September 2015 in Ulaanbaatar statt.

## Sieger und Platzierte
| Disziplin    | Gold                       | Silber                     | Bronze                                      |
| ------------ | -------------------------- | -------------------------- | ------------------------------------------- |
| Herreneinzel | Lee Cheol-ho               | Rho Ye-wook                | Howard Shu                                  |
| Herreneinzel | Lee Cheol-ho               | Rho Ye-wook                | Jarolím Vícen                               |
| Dameneinzel  | Lim Soo-bin                | Choi Min-ji                | Soraya Aghaei Hajiagha                      |
| Dameneinzel  | Lim Soo-bin                | Choi Min-ji                | Lee Ja-yeong                                |
| Herrendoppel | Kim Dae-sung Kim Young-sun | Jin Yong-hoon Lee Cheol-ho | Vatannejad-Soroush Eskandari Matej Hliničan |
| Herrendoppel | Kim Dae-sung Kim Young-sun | Jin Yong-hoon Lee Cheol-ho | Gerelsukh Jargalsaikhan Batdavaa Munkhbat   |
| Damendoppel  | Kang Ga-ae Lee Ja-yeong    | Lim Soo-bin Kyung Oh-bo    | Choi Min-ji Yoon Han-na                     |
| Damendoppel  | Kang Ga-ae Lee Ja-yeong    | Lim Soo-bin Kyung Oh-bo    | Negin Amiripour Soraya Aghaei Hajiagha      |
| Mixed        | Kim Young-sun Lee Ja-yeong | Kim Dae-sung Kang Ga-ae    | Jin Yong-hoon Kyung Oh-bo                   |
| Mixed        | Kim Young-sun Lee Ja-yeong | Kim Dae-sung Kang Ga-ae    | Lee Cheol-ho Choi Min-ji                    |